# Tantolundens friluftsteater

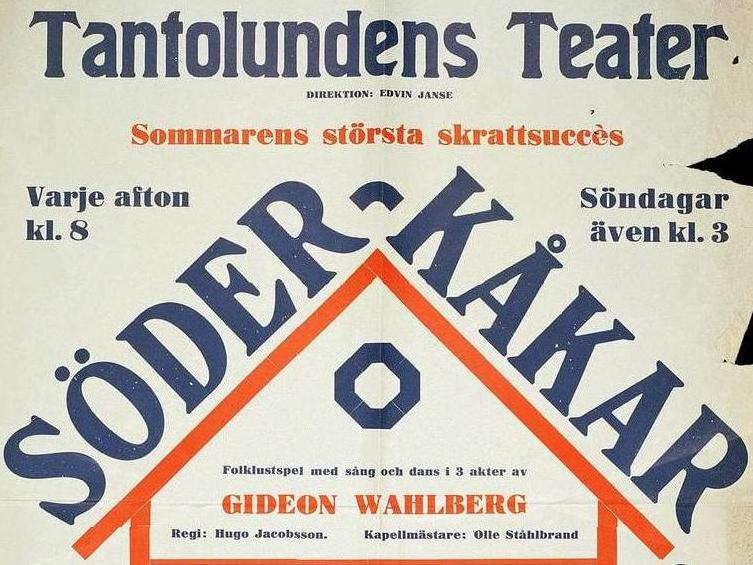
Affisch för "Söderkåkar" 1930.

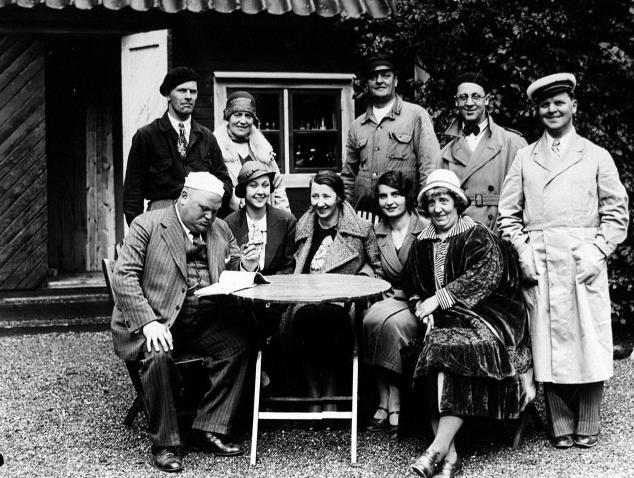
Ensemblen för "Söderkåkar" 1930.

Tantolundens friluftsteater var en friluftsteater i Tantolunden på Södermalm i Stockholm som existerade 1919–1961.
Teatern invigdes sommaren 1919 med Björn Hodells När byskräddaren och byskomakaren gifte bort sin pojke. Edvin Janse drev teaterverksamheten från 1925 tillsammans med sin hustru Thyra Juberg. Åren 1924–1947 spelades nitton av Gideon Wahlbergs populära pjäser på teatern, bland annat de från TV välkända Söderkåkar (1930) och Grabbarna i 57:an (1935). Mellan 1950 och 1957 svarade Sigge Fischer för repertoaren. Sommaren 1961 spelades den sista pjäsen sånglustspelet Södercharmören.
Teatern, som låg i en sänka mittemot fotbollsplanen i Tantolunden, hade plats för 1 400 åskådare.

## Uppsättningar
| År   | Produktion                                             | Upphovsmän                               | Regi                          | Noter |
| ---- | ------------------------------------------------------ | ---------------------------------------- | ----------------------------- | --- |
| 1919 | När byskräddaren och byskomakaren gifte bort sin pojke | Björn Hodell                             | Pierre Fredriksson            | Premiär 1 juni 1919 Siegfried Fischer, Ernst Runnqvist, Knut Schärlund |
| 1920 | Ljugare-Lars på Sanningsvallen                         | Fredrik Lindholm                         |                               | Premiär 29 maj 1920 |
| 1921 | Halta Lena och vindögda Per                            | Ernst Fastbom                            |                               | Premiär 1 juni 1921 Dagmar Ebbesen, Hartwig Fock |
| 1922 | Halta Lena och vindögda Per                            | Ernst Fastbom                            |                               | Premiär 2 juni 1922 Dagmar Ebbesen, Hartwig Fock, Anna Thorell, Eva Sachtleben, Gustav Hjorth, Gideon Wahlberg, John Ericsson, Robert Jonsson |
| 1922 | Det stora mågakriget                                   | Walter Stenström och Nanna Wallensteen   | Walter Stenström              | Premiär 6 juli 1922 Dagmar Ebbesen, Hartwig Fock, Jullan Jonsson, Gunhild Ehrenmark, Hanny Gustafson, Anna Thorell, Gustav Hjorth, Gideon Wahlberg, Robert Jonsson |
| 1923 | Det stora mågakriget                                   | Walter Stenström och Nanna Wallensteen   |                               | Premiär 18 maj 1923 |
| 1923 | Pojkarna på Storholmen                                 | Sigurd Wallén                            |                               | Premiär 21 juni 1923 |
| 1924 | Äventyr vid kolonistugan                               | Gideon Wahlberg och Walter Stenström     |                               | Premiär 7 juni 1924 |
| 1925 | Kärlek och landstorm                                   | Gideon Wahlberg och Walter Stenström     |                               | Premiär 30 maj 1925 |
| 1926 | Den däringa Dagmar Hu Dagmar                           | Ove Ansteinsson                          |                               | Premiär 5 juni 1926 Doris Nelson, Mathias Taube, Eva Sachtleben, Ragnar Klange, Hartwig Fock |
| 1926 | Flickornas Alfred Pigernes Alfred                      | Egill Rostrup och Johannes Anker Larsen  | Hjalmar Peters                | Premiär 20 juli 1926 |
| 1927 | Kärlek och landstorm                                   | Gideon Wahlberg och Walter Stenström     |                               | Premiär 30 maj 1927 |
| 1927 | Älskogskranka och giftassjuka Kjærleik på Lykteland    | Torvald Tu                               | Einar Fröberg                 | Premiär 22 juni 1927 |
| 1928 | Österlunds Hanna                                       | Frans Hedberg                            | Hjalmar Peters                | Premiär 2 juni 1928 Sigge Fischer, Margareta Bergman, Wictor Hagman, Julia Cæsar, Arthur Fischer, Harald Wehlnor, Ruth Weijden |
| 1929 | Styrman Karlssons flammor                              | Björn Hodell och Karl-Ewert              |                               | Premiär 9 juni 1929 |
| 1929 | Folket i Simlångsdalen                                 | Einar Fröberg                            |                               | Premiär 15 juni 1929 Scenografi Engelbert Bertel-Nordström |
| 1929 | Värmlänningarna                                        | Fredrik August Dahlgren                  | Arvid Petersén                | Premiär 20 juli 1929 |
| 1930 | Söderkåkar                                             | Gideon Wahlberg                          | Hugo Jacobson                 | Premiär 7 juni 1930 Olle Hilding, Lillie Hedgren, Dagny Lind, Erik Johansson, Jullan Jonsson, Severin Norrlén, Wictor Hagman, Carl Ericson, Hugo Jacobson, Eva Sachtleben, Julia Cæsar, Carl-Harald                                                                           |
| 1931 | I gamla Djurgårdssta'n                                 | Gideon Wahlberg                          | Gideon Wahlberg               | Premiär 6 juni 1931 |
| 1932 | Tokstollar och högfärdsblåsor                          | Gideon Wahlberg                          |                               | Premiär 4 juni 1932 |
| 1933 | Vackra Sissi, eller Kärlek U.P.A.                      | Gideon Wahlberg                          |                               | Premiär 2 juni 1933 |
| 1934 | Johannis i Lillegår'n                                  | Gideon Wahlberg                          | Gideon Wahlberg               | Premiär 9 juni 1934 Alf Östlund, Dagmar Ebbesen, Hugo Jacobson, Ruth Weijden, Rut Holm, Ludde Juberg, Carl Ericson, Lilly Wahlberg, Tord Bernheim |
| 1935 | Grabbarna i 57:an                                      | Gideon Wahlberg                          |                               | Premiär 8 juni 1935 Dagmar Ebbesen, Ludde Juberg, Einar Fagstad |
| 1936 | Folket i Skinnarviksbergen                             | Gideon Wahlberg                          |                               | Premiär 6 juni 1936 |
| 1937 | Söder om Slussen                                       | Gideon Wahlberg                          | Gideon Wahlberg               | Premiär 7 juni 1937 |
| 1938 | Kärlek och cirkus                                      | Gideon Wahlberg                          | Gideon Wahlberg               | Premiär 5 juni 1938 Rut Holm, Julia Caesar, Ludde Juberg, Magnus Kesster, Ruth Weijden, Helge Karlsson, Lilly Wahlberg, Eric Laurent, Sten Hedlund m.fl. |
| 1939 | Kärlek och guldfeber                                   | Gideon Wahlberg                          | Gideon Wahlberg               | Premiär 27 juni 1939 Rut Holm. Julia Caesar, Ludde Juberg, Magnus Kesster, Eric Laurent, Lilly Wahlberg, Tord Bernheim, Ruth Weijden, David Eriksson, Åke Grönberg, Helge Karlsson, Calle Jerker-Ericson, Albin Erlandzon, Carl Harald.                                       |
| 1940 | De tre malajerna                                       | Gideon Wahlberg                          |                               | Premiär 1 juni 1940 Ludde Juberg, Wera Lindby, Werner Ohlson, Gustaf Hedberg, Harry Philipson, Carl Ericson, David Erikson, Lilly Kjellström, Ruth Weijden, Lilly Wahlberg, Elsa Ebbesen-Thorberg, Helge Karlsson, John Elfström                                              |
| 1941 | Söders tyrolare                                        | Gideon Wahlberg                          | Gideon Wahlberg               | Premiär 31 maj 1941 Ludde Juberg, Julia Cæsar, Åke Grönberg, Wera Lindby, Gustaf Hedberg, Werner Ohlson, Sif Ruud, Ruth Weijden, Lilly Wahlberg, Carl Ericson, Albin Erlandzon, Ingalill Rossvald, Carl-Harald, Ingemar Holde                                                 |
| 1942 | Sibyllan i 5:an                                        | Gideon Wahlberg                          | Gideon Wahlberg               | Premiär 6 juni 1942 Julia Cæsar, Ludde Juberg, Magnus Kesster, Carin Swensson, Eric Laurent, Mona Geijer-Falkner, Werner Ohlson, Julie Bernby, Lilly Wahlberg, Einar Molin, Carl Ericson, Wilma Malmlöf, Rupert Johansson, Carl-Harald                                        |
| 1943 | Fattiga friare                                         | Gideon Wahlberg                          | Gideon Wahlberg               | Premiär 2 juni 1943 Julia Cæsar, Ludde Juberg, Åke Jensen, Mona Geijer-Falkner, John Elfström, Lilly Wahlberg, Sven Melin, Carla Eck, Gerd Mårtensson, Harry Philipson, Einar Molin, Gustaf Färingborg, Brita Öberg, Carl-Harald                                              |
| 1944 | Annie från Amörrika                                    | Sigge Fischer, Ch. Henry och Einar Molin | Sigge Fischer                 | Premiär 10 juni 1944 Julia Cæsar, Ludde Juberg, Magnus Kesster, John Elfström, Mona Geijer-Falkner, Åke Jensen, Lilly Wahlberg, Gustaf Färingborg, Carla Eck, Rupert Johansson, Brita Öberg, Carl-Harald, Leif Kronlund Scenografi Dag Engström                               |
| 1945 | Bröllop i Tanto                                        | Gideon Wahlberg                          | Gideon Wahlberg Werner Ohlson | Premiär 2 juni 1945 Julia Cæsar, Ludde Juberg, Magnus Kesster, Werner Ohlson, Mona Geijer-Falkner, Edvin Granell, Lilly Wahlberg, Gustaf Färingborg, Carla Eck, Rupert Johansson, Helny Augustin, Carl-Harald                                                                 |
| 1946 | Cirkus hela da'n                                       | Gideon Wahlberg                          | Werner Ohlson                 | Premiär 9 juni 1946 Julia Cæsar, Magnus Kesster, Lilly Wahlberg, Werner Ohlson, Mona Geijer-Falkner, David Erikson, Carla Eck, Edvin Granell, Carl Ericson, Sten-Åke Rydborn, Carl-Harald, Ludde Juberg                                                                       |
| 1947 | Tänk om jag gifter mig med August                      | Gideon Wahlberg och Werner Ohlson        | Werner Ohlson                 | Premiär 6 juli 1947 Julia Cæsar, Lilly Wahlberg, Magnus Kesster, Mona Geijer-Falkner, Werner Ohlson, Harriett Philipson, Walter Sarmell, Ulla Hellberg, Harry Philipson, Carl Ericson, Wiange Törnkvist, Carl-Harald, Ludde Juberg                                            |
| 1948 | Styrman Karlssons flammor                              | Björn Hodell och Karl-Ewert              | Werner Ohlson                 | Premiär 9 juni 1948 |
| 1949 | En annan går i land                                    | Stig Bergendorff och Werner Ohlson       | Werner Ohlson                 | Premiär 4 juni 1949 |
| 1950 | Julia i farten                                         | Sigge Fischer                            | Sigge Fischer                 | Premiär 14 juni 1950 Julia Cæsar, Mona Geijer-Falkner, Werner Ohlson, Birgit Nogert, Ludde Juberg, Gunnel Wadner, Sten Gester, Margit Carlqvist, Olle Ekbladh, Ulla Akselson, Stig Grybe, Björn Wigardt, Gösta Forsell, Carl-Harald Scenografi Evert Myhrman och Dag Engström |
| 1951 | Karusellen på Björkeby                                 | Sigge Fischer                            | Sigge Fischer                 | Premiär 9 juni 1951 Julia Cæsar, Rut Holm, Ludde Juberg, Werner Ohlson, Sven Melin, Asta Nyström-Sellberg, Olle Ekbladh, Karl-Erik Forsgårdh, Stig Grybe, Hans Ellis, Gösta Krantz, Britta Larke, Carl-Harald Scenografi Evert Myhrman och Dag Engström                       |
| 1952 | Han valsade en sommar                                  | Sigge Fischer                            | Sigge Fischer                 | Premiär 8 juni 1952 Julia Cæsar, Sven Melin, Bellan Roos, Werner Ohlson, Asta Nyström-Sellberg, Ludde Juberg, Stig Grybe, Birgit Nogert, Olle Ekbladh, Sture Ström, Agda Helin, Vera Creutz, Carl-Harald Scenografi Evert Myhrman och Dag Engström                            |
| 1953 | Glada änkan i 12:an                                    | Sigge Fischer                            | Sigge Fischer                 | Premiär 10 juni 1953 |
| 1954 | Den glade skomakaren                                   | Sigge Fischer                            | Sigge Fischer                 | Premiär 5 juni 1954 |
| 1955 | Vi Södergrabbar                                        | Sigge Fischer                            | Sigge Fischer                 | Premiär 11 juni 1955 |
| 1956 | Va' händer i 7:an                                      | Sigge Fischer                            | Sigge Fischer                 | Premiär 13 juni 1956 |
| 1957 | Karusellen på Björkeby                                 | Sigge Fischer                            | Sigge Fischer                 | Premiär 6 juni 1957 Scenografi Arthur Fischer |
| 1958 | Södercharmörer                                         | Ingmar Billow och Stig Browall           | Stig Browall                  | Premiär 15 juni 1958 Julia Cæsar, Arthur Fischer, Susanne Sahlberg, Ingmar Billow, Aurora Åström, Gordon Löwenadler, Ena Carlborg, Ingvar Bellander, Bert Hansson, Lena Pettersson                                                                                            |
| 1959 | Julia tar hem potten                                   | Ingmar Billow och Stig Browall           | Stig Browall                  | Premiär 16 juni 1959 Julia Cæsar, Ludde Juberg, Sven Melin, Ingmar Billow, Gordon Löwenadler, Bert Hansson, Anna-Greta Krigström, Anette Högström |
| 1960 | Våran station                                          | Ingmar Billow och Stig Browall           | Ingmar Billow                 | Premiär 17 juni 1926 Bellan Roos, Magnus Kesster, Sven Melin, Chris Wahlström, Ludde Juberg, Ulla Grimlund, Bert Hansson, Ingvar Bellander, Kjell Larsson |
| 1961 | Södercharmören                                         | Ingmar Billow och Stig Browall           | Ingmar Billow                 | Premiär 22 juni 1961 |

### Fotnoter
1. ↑  ”Musiknostalgi, Edvin (Edvard) Janse”. Arkiverad från originalet den 22 oktober 2021. https://web.archive.org/web/20211022222205/http://musiknostalgi.atspace.cc/edvjan.htm. Läst 13 oktober 2021.
2. ↑  ”Teater Musik”. Dagens Nyheter:  s. 6. 10 juni 1919. http://arkivet.dn.se/arkivet/tidning/1919-06-10/153/6. Läst 6 februari 2016.
3. ↑  ”Teater Musik”. Dagens Nyheter:  s. 6. 3 juni 1921. http://arkivet.dn.se/arkivet/tidning/1921-06-03/146/6. Läst 18 mars 2016.
4. ↑  ”Teater Musik: Tantolundens friluftsteater”. Dagens Nyheter:  s. 6. 2 juni 1922. http://arkivet.dn.se/arkivet/tidning/1922-06-02/146/9. Läst 18 mars 2016.
5. ↑  ”Premiär i Tantolunden”. Dagens Nyheter:  s. 7. 9 juli 1922. http://arkivet.dn.se/arkivet/tidning/1922-07-09/180/7. Läst 18 mars 2016.
6. ↑  ”Teater och Musik”. Dagens Nyheter:  s. 9. 3 juni 1926. http://arkivet.dn.se/arkivet/tidning/1926-06-03/147/9. Läst 2 augusti 2015.
7. ↑  ”'Österlunds Hanna' i Tantolunden”. Dagens Nyheter:  s. 12. 3 juni  1928. http://arkivet.dn.se/arkivet/tidning/1928-06-03/149/12. Läst 1 januari 2016.
8. ↑  ”Teater, Musik och Film”. Dagens Nyheter:  s. 11f. 8 juni 1930. http://arkivet.dn.se/arkivet/tidning/1930-06-08/153/11. Läst 2 januari 2016.
9. ↑  ”Teater, Musik och Film: Tre friluftspremiärer ikväll”. Dagens Nyheter:  s. 11. 6 juni 1931. http://arkivet.dn.se/arkivet/tidning/1931-06-06/150/11. Läst 3 januari 2016.
10. ↑  ”'Johannes i Lillegår'n' i Tantolunden”. Dagens Nyheter:  s. 20. 10 juni 1934. http://arkivet.dn.se/arkivet/tidning/1934-06-10/154/20. Läst 7 januari 2016.
11. ↑  ”Premiär i Tantolunden”. Dagens Nyheter:  s. 10. 9 juni 1935. http://arkivet.dn.se/arkivet/tidning/1935-06-09/155/10. Läst 8 januari 2016.
12. ↑  ”Friluftspremiärerna”. Dagens Nyheter. 1 juni 1938. https://arkivet.dn.se/tidning/1938-06-01/146/12?searchTerm=%22k%c3%a4rlek+och+cirkus%22. Läst 10 maj 2021.
13. ↑  ”Urpremiär Kärlek och Guldfeber”. Dagens Nyheter. 27 maj 1939. https://arkivet.dn.se/tidning/1939-05-27/140/20?searchTerm=%22k%c3%a4rlek+och+guldfeber%22. Läst 2021-05.10.
14. ↑  ”Friluftsteatrarna inför premiär”. Dagens Nyheter:  s. 10. 24 maj 1940. http://arkivet.dn.se/arkivet/tidning/1940-05-24/141/10. Läst 26 januari 2016.
15. ↑  Oscar Rydqvist (1 juni 1941). ”Teater Musik Film: 'Söders tyrolare' i Tantolunden”. Dagens Nyheter:  s. 9. http://arkivet.dn.se/arkivet/tidning/1941-06-01/146/9. Läst 30 januari 2016.
16. ↑  ”Teater Musik Film: Premiär i Tantolunden”. Dagens Nyheter:  s. 9. 7 juni 1942. http://arkivet.dn.se/arkivet/tidning/1942-06-07/151/9. Läst 31 januari 2016.
17. ↑  Oscar Rydqvist (4 juni 1943). ”Teater Musik Film: 'Fattiga friare' på Tantolundens teater”. Dagens Nyheter:  s. 10. http://arkivet.dn.se/arkivet/tidning/1943-06-04/149/10. Läst 2 februari 2016.
18. ↑  Gritt (11 juni 1944). ”'Annie från Amörrika' på Tantolundens teater”. Dagens Nyheter:  s. 12. http://arkivet.dn.se/arkivet/tidning/1944-06-11/156/12. Läst 5 februari 2016.
19. ↑  Lbk (3 juni 1945). ”'Bröllop i Tanto' på Tantolundens teater”. Dagens Nyheter:  s. 16. http://arkivet.dn.se/arkivet/tidning/1945-06-03/147/16. Läst 6 februari 2016.
20. ↑  Lbk (9 juni 1946). ”Teater Musik Film'Cirkus hela dan' på Tantolundens teater”. Dagens Nyheter:  s. 11. http://arkivet.dn.se/arkivet/tidning/1946-06-09/155/11. Läst 7 februari 2016.
21. ↑  Lbk (8 juni 1947). ”'Tänk om jag gifter mig...' på Tantolundens teater”. Dagens Nyheter:  s. 11. http://arkivet.dn.se/arkivet/tidning/1947-06-08/151/10. Läst 10 februari 2016.
22. ↑  Qvarto (15 juni 1950). ”Teater Musik Film: 'Julia i farten'”. Dagens Nyheter:  s. 10. http://arkivet.dn.se/arkivet/tidning/1950-06-15/158/10. Läst 15 februari 2016.
23. ↑  Perpetua (10 juni 1951). ”Teater Musik Film: Fyra kärlekspar i Tanto”. Dagens Nyheter:  s. 12. http://arkivet.dn.se/arkivet/tidning/1951-06-10/153/12. Läst 6 mars 2016.
24. ↑  Perpetua (9 juni 1952). ”Teater Musik Film: Friluftspremiär”. Dagens Nyheter:  s. 7. http://arkivet.dn.se/arkivet/tidning/1952-06-09/154/7. Läst 6 mars 2016.
25. ↑  S B-l (16 juni 1958). ”'Södercharmörer' i Tantolunden”. Dagens Nyheter:  s. 14. http://arkivet.dn.se/arkivet/tidning/1958-06-16/160/14. Läst 18 mars 2016.
26. ↑  Ann (17 juni 1959). ”Julia tar hem potten”. Dagens Nyheter:  s. 14. http://arkivet.dn.se/arkivet/tidning/1959-06-17/161/14. Läst 18 mars 2016.
27. ↑  ”Tantolundens friluftsteater”. Dagens Nyheter:  s. 14. 17 juni 1960. http://arkivet.dn.se/arkivet/tidning/1960-06-17/162/14. Läst 21 januari 2016.
28. ↑  ”Sånglustspel i Tantolunden”. Dagens Nyheter:  s. 16. 18 juni 1960. http://arkivet.dn.se/arkivet/tidning/1960-06-18/163/16. Läst 21 januari 2016.